# Eliana Kertész
Eliana Kertész (Conceição da Feira, Bahía; 1945-Salvador de Bahía, Bahía; 26 de marzo de 2017) fue una escultora brasileña de origen húngaro.
Se graduó en administración de empresas en la Universidad Federal de Bahía, así como su exmarido. Como política, se convirtió en el consejero con más votos en la capital de Bahía, por el PMDB en 1982, con el 17,3 % de los votos.  Se licenció del cargo de Consejero en diciembre de 1985, asumiendo la secretaría de Educación y Cultura de Salvador, en la segunda administración de Mario Kertész (1986-1989).
Entre sus obras son famosas las esculturas de las gordas, como las del barrio de Ondina, Salvador. 